# 해피뻐스데이
"해피뻐스데이"는 2017년에 개봉한 대한민국의 영화이다.

## 캐스팅
- 서갑숙 : 엄마 역
- 김선영 : 선영 역
- 이재인 : 기태 역
- 이주원 : 성일 역
- 김권후 : 괴물 역
- 박지홍 : 상훈 역
- 김애진 : 아현 역
- 김성민 : 승환 역
- 장선 : 정복 역
- 김용준 : 외삼촌 / 교회장로 역
- 정가이 : 옥분 역
- 강선영 : 여사장 역
- 이승원 : 정근 역
- 박지훈 : 취객 / 피시방선배 역
- 연설하 : 여고생 역
- 양윤식 : 해장국집 손님 1 역
- 안현기 : 해장국집 손님 2 역
- 이안 : 갓난아이 역
- 김경덕 : 피시방폐인 1 역
- 최귀웅 : 피시방폐인 2 역
- 조성진 : 피시방폐인 3 역
- 김지훈 : 피시방폐인 4 역
- 홍현택 : 피시방폐인 5 역
- 김시아 : 피시방폐인 6 역
- 김윤주 : 자원봉사자 역

## 수상
- 2017년 제18회 전주국제영화제 CGV아트하우스 - 창작지원상
- 2017년 제41회 홍콩 국제 영화제 FIPRESCI상
- 2018년 제5회 들꽃영화상 조연상 - 김선영